# Intetics
Intetics – amerykańska firma technologiczna zajmująca się tworzeniem niestandardowego oprogramowania i profesjonalnych zespołów rozproszonych, oceną jakości oprogramowania oraz rozwiązaniami typu all things digital, które są oparte na technologiach SMAC, RPA, AI/ML, IoT, blockchain i GIS/UAV/LBS. Siedziba firmy Intetics mieści się w Naples na Florydzie, a jej liczne oddziały zlokalizowane są w USA, Europie i Ameryce Łacińskiej.

## Historia
Firma Intetics została założona w 1995 roku przez Borisa Kontsevoi na Białorusi; działała wówczas pod nazwą Client-Server Programs. W tym okresie na świecie istniało ok. 10 tys. stron internetowych, a liczba użytkowników internetu do końca roku osiągnęła zaledwie 16 milionów.
W 1996 roku firma dołączyła do programu Microsoft Certified Solution Provider.
W następnym roku siedziba firmy została przeniesiona do Pragi w Czechach. Intetics tworzy strony internetowe od 1997 roku, czyli od samego początku istnienia World Wide Web (WWW).
Firma Intetics przyłączyła się i podpisała deklarację Manifest Agile w maju 2002 roku, rok po tym, gdy jego twórcy udostępnili ją do podpisu.
W 2003 roku firma przeniosła się do Chicago w stanie Illinois, rozpoczynając działalność pod nazwą Intetics, której rozwinięcie oznaczało: Internet. Technologia. Etyka. Kodeks postępowania i biznesowe DNA reprezentowało zaś motto: Where Software Concepts Come Alive™. Firma stopniowo rozrosła się do 80 pracowników.
W 2004 roku, na początku rewolucji social mediów, która była napędzana przez YouTube i Facebook, Boris Kontsevoi stworzył Offshore Dedicated Team, czyli nowatorski model biznesowy, który w późniejszym czasie stał się standardem w branży.
W następnym roku w Charkowie na Ukrainie otwarto drugie centrum rozwoju Intetics z mocną specjalizacją GIS.
W 2008 roku firma po raz pierwszy znalazła się na liście Inc. 5000. Od tego czasu firma Intetics pojawiła się na liście Inc. 5000 jeszcze osiem razy.
W 2009 roku firma Intetics otworzyła wiele oddziałów na całym świecie.
W 2010 roku prezes i CEO spółki, Boris Kontsevoi, otrzymał od IAOP tytuł Certified Outsourcing Professional (COP), stając się pierwszym COP z Europy Wschodniej.
W 2011 roku, gdy świat odkrył termin Przemysł 4.0, wprowadzony w celu opisania szybkiego postępu technologicznego w XXI wieku, Boris Kontsevoi stworzył Remote In-Sourcing, zaawansowany model tworzenia zespołów programistycznych.
W 2012 roku firma Intetics otworzyła centrum rozwoju w Kijowie na Ukrainie.
W następnym roku przychody ukraińskiego rynku usług IT osiągnęły poziom 1 mld USD, a Intetics rozszerzyła swoją działalność w UE o nowy oddział: Intetics GmbH w Düsseldorfie w Niemczech.
W 2014 roku Intetics otworzyło swoje przedstawicielstwo w Londynie w Wielkiej Brytanii, a zespół firmy powiększył się do 450 osób.
W 2015 roku firma Intetics zdobyła nagrodę European BPO Contract of the Year przyznawaną przez National Outsourcing Association (NOA). NOA to poprzednia nazwa Global Sourcing Association (GSA), która funkcjonowała przez 29 lat do 2016 roku.
Siedziba Intetics została przeniesiona z Illinois do Naples na Florydzie w 2016 roku. W tym samym roku Boris Kontsevoi sformułował zasady Predictive Software Engineering (PSE) i opracował platformę redukcji długu technicznego TETRA. Firma utworzyła również centrum rozwoju w Krakowie, w Polsce. Od 2016 roku Intetics jest regularnym darczyńcą Wikipedii i Fundacji Wikimedia.
Firma Intetics zdobyła tytuł African Outsourcing Project of the Year w konkursie GSA Global Sourcing Awards 2018.
W 2018 roku Intetics zostało oficjalnym partnerem konsultingowym AWS (Standard Consulting Partner AWS).
W 2019 roku firma otworzyła centra rozwoju w Odessie i Winnicy na Ukrainie.
W 2020 roku otwarto przedstawicielstwo Intetics w Raleigh, w Karolinie Północnej, a liczba członków zespołu osiągnęła 700 osób.
27 maja 2021 roku uruchomiono nową stronę internetową Intetics Slide, która otrzymała 3 nagrody Web Awards. Ten kamień milowy zbiegł się z momentem, w którym całkowita liczba użytkowników internetu przekroczyła 5 miliardów.
W 2022 roku utworzono biura firmy w Polsce (Warszawa), Armenii (Erywań), Gruzji (Batumi) i Mołdawii (Kiszyniów).
Intetics udzieliło eksperckich konsultacji w zakresie nowych przepisów dotyczących uruchomienia Diia City – nowych podstaw prawnych dla ukraińskiego przemysłu IT – i dołączyło do lwowskiego klastra IT, aby przyczynić się do rozwoju infrastruktury IT na Ukrainie.
W kwietniu 2022 roku firma otworzyła nowe przedstawicielstwo we Lwowie oraz ośrodek dla pracowników przeniesionych z regionów Ukrainy dotkniętych rosyjską inwazją. Pomimo wojny firma nieprzerwanie świadczyła usługi i zapewniała stałe wsparcie lokalnym pracownikom. Wsparcie obejmowało pomoc w relokacji rodzin oraz dostarczanie niezbędnej pomocy i możliwości zatrudnienia.
W sierpniu 2022 roku firma Intetics otworzyła swoje pierwsze biuro w Ameryce Łacińskiej, w Bogocie w Kolumbii.
W 2022 roku firma wydała słownik nowych technologii, obejmujący trendy IT i definicje nowych technologii do analizy i celów referencyjnych. Słownik jest ogólnodostępny i oferuje możliwość współtworzenia.
W lutym 2023 roku AWS przyznał Intetics akredytację Advanced Services Partner Accreditation.
W kwietniu 2023 roku firma Intetics uruchomiła Future TechTalk, pierwszy podcast oparty na sztucznej inteligencji z wiadomościami z branży IT i trendami technologicznymi.

## Działalność
Intetics Inc. jest wiodącą amerykańską firmą technologiczną oferującą tworzenie niestandardowego oprogramowania i rozproszonych profesjonalnych zespołów, ocenę jakości oprogramowania oraz rozwiązania typu all things digital, zbudowane przy użyciu technologii SMAC, RPA, AI / ML, IoT, blockchain i technologii GIS/UAV/LBS.
W oparciu o modele Offshore Dedicated Team i Remote In-Sourcing, zaawansowaną platformę Technical Debt Reduction Platform (TETRA) oraz mierzalne umowy SLA dla inżynierii oprogramowania, Intetics umożliwia firmom wykorzystanie globalnych talentów z wiedzą inżynierską opartą na strukturze Predictive Software Engineering.
Intetics specjalizuje się w projektowaniu oprogramowania w warunkach niepełnej specyfikacji.
Firma ma doświadczenie w branży edukacyjnej, ochrony zdrowia, logistyki, nauk przyrodniczych, finansów, ubezpieczeń, komunikacji, niestandardowych systemów ERP, CRM, inteligentnej automatyzacji, rozwiązań geoprzestrzennych i startupów.
Intetics posiada certyfikaty ISO 9001 (jakość) i ISO 27001 (bezpieczeństwo), a także jest partnerem Microsoft Gold, Amazon i UiPath Silver.
Założycielem i prezesem firmy jest Boris Kontsevoi.

## Nagrody
- IAOP’s Global Outsourcing 100 (2006–2008, 2010–2018, 2019–2023)[40]
- FORTUNE & Statista, najbardziej innowacyjne firmy w Ameryce, (2023)[41]
- Ranking Financial Times, najszybciej rozwijające się firmy w obu Amerykach, (2022)[42]
- Friendly Workplace przyznawana przez portal Marka Pracodawcy, (2022)[43]
- Inc. 5000, najszybciej rozwijające się firmy (2008–2015, 2021)[44]
- Fast Company, nagrody za pomysły zmieniające świat (honorowe wyróżnienie), (2022)[45]
- Web Marketing Association Awards, najlepsza strona dostawcy aplikacji, najlepsze oprogramowanie, najlepsza międzynarodowa strona biznesowa, (2021)[46]
- Software Magazine’s Software 500 Company (2010–2018)[47][48]
- CEE Business Services Award (2019)[49]
- American Business Awards, Bronze Stevie Winner dla Intetics TETRA, nowy produkt lub usługa roku / oprogramowanie / rozwiązanie programistyczne, (2018)[50]
- GSA Global Sourcing Awards, afrykański projekt outsourcingowy roku w dziedzinie technologii (Intetics), (2018)[51]
- CV Magazine’s Software & Technology Innovation Award 2016[52]
- European Outsourcing Awards przyznawane przez European Outsourcing Association (EOA), zwycięzca w kategorii European BPO Contract of the Year oraz European IT Outsourcing Project of the Year, (2015)[53]